# Hermine Deurloo
Hermine Deurloo (Amsterdam, 8 maart 1966) is een Nederlands mondharmonicaspeler en saxofonist. Ze speelt in de stijl moderne jazz. Ze treedt op als solist en samen met anderen, tot in grote orkesten. In 2018 won ze de Bernie Bray Harmonica Player of the Year Award.

## Biografie
Deurloo is geboren en getogen in Amsterdam. Haar vader, Karel Deurloo, was hoogleraar theologie. Ze leerde als kind blokfluit en cello spelen en kreeg interesse in jazz tijdens haar tienerjaren. De bandjes waarin ze in deze jaren speelde, richtten zich niettemin op reggae en ska.
Aan het Sweelinck-conservatorium studeerde ze altsaxofoon; later leerde ze zichzelf chromatische mondharmonica. Dit werd vanaf 1994 haar belangrijkste muziekinstrument. In 1997 bracht ze met Ricardo Insunza het jazzalbum Sozinhos uit. Het jaar erop verscheen haar eerste soloalbum, I say jazz, met John Engels op drums.
Vanaf 1998 speelde ze rond de zeven jaar voor het Willem Breuker Kollektief, zowel op saxofoon als mondharmonica. Met de groep bracht ze meerdere albums uit en deed ze wereldwijd optredens, variërend van Amerika en Europa tot in Azië. In 2005 nam ze met de Grammywinnaar Tony Scherr het album Crazy clock op in zijn huis in New York.
Op het album Glass fish uit 2011 speelden Joshua Samson (drums), Jesse van Ruller (gitaar) en Tony Overwater (bas) mee. Verder speelde ze met bekende artiesten zoals Toots Thielemans, Candy Dulfer, Denise Jannah, Trijntje Oosterhuis, Al Jarreau en anderen.
Ze trad op met orkesten zoals het Schönberg Ensemble, het Metropole Orkest en het Koninklijk Concertgebouworkest, en medio jaren 2000 voor films als Erik of het klein insectenboek, Pluk van de Petteflet en Johan. In 2018 won ze de Bernie Bray Harmonica Player of the Year Award; Toots Thielemans en Stevie Wonder wonnen deze prijs eerder.

## Albums
Ze bracht albums uit met een groot aantal artiesten, in het bijzonder met het Willem Breuker Kollektief. Daarnaast bracht ze meerdere albums solo uit. Sozinhos was haar debuut dat ze met Ricardo Insunza uitbracht.
- 1997: Sozinhos, met Ricardo Insunza (debuutalbum)
- 1998: I say jazz
- 2006: Crazy clock
- 2007: Live in de Tor
- 2007: Soundbite
- 2012: Glass fish
- 2016: Living here
- 2019: Riverbeast
- 2023: Splendor Takes